# Vietcong 2
Vietcong 2 è uno sparatutto tattico per PC, sviluppato da Pterodon e 2K Czech, pubblicato da 2K Games nell'ottobre 2005, e ambientato durante la guerra del Vietnam. È il diretto sequel di Vietcong.
In questo sequel l'azione è focalizzata interamente sulla guerriglia urbana invece che nella guerriglia nella giungla su cui si basava il prequel, anche se la breve campagna dei Vietcong è ambientata nella giungla.

## Campagna a singolo giocatore
La campagna è ambientata durante l'offensiva del Têt ad Huế. Il giocatore assume il ruolo di un disilluso soldato americano di nome Daniel Boone, un soldato del MACV. Boone fa parte di una coalizione di forze internazionali dall'Australia, Nuova Zelanda e dal Canada.Appena inizierete la campagna con gli USA vi troverete in un bordello con una prostituta vietnamita, uscendo dal bordello imparerete i comandi base come eseguire le azioni (premendo invio) correre (caps lock) ecc. Da molti giocatori è considerato il miglior gioco di guerra del Vietnam.
Il gioco dà anche la possibilità al giocatore di combattere la guerra dalla prospettiva di un giovane combattente Vietcong, reclutato prima dell'offensiva del Tet. Questa campagna è sbloccata dopo che il giocatore ha completato una certa parte della campagna statunitense. La campagna Vietcong è molto più corta di quella principale.